# 대한예수교침례회
대한예수교침례회(大韓耶蘇敎浸禮會, 영어: Jesus Baptist Church in Korea) 또는 생명의말씀선교회는 이요한(본명 이복칠)이 1983년 평신도복음선교회에서 독립하여 만든 기독교계 신흥 종교이다. 경기도 안양시 동안구 관양동 소재 서울중앙교회에 총회를 두고 있으며, 2025년 현재 대한민국 내 232개 교회와 세계 82개국 1,140개 해외교회가 있다고 밝히고 있다.(국내 포함 전 세계 83개국 1,372개 교회가 있다. 2025년 6월 기준) 대한예수교침례회라는 같은 명칭으로 문화체육관광부에 등록되어 있는 기쁜소식선교회와는 별개의 교파로, "생명의말씀선교회"(영어: Life Word Mission)라는 명칭을 함께 사용한다.
경상북도 김천시 출신으로, 본래 대한예수교장로회 신학교를 졸업하고 전도사로 활동하다가 권신찬에게 안수를 받고 평신도복음선교회의 전도인이 된 것으로 알려진 이복칠은 초기 복음 전파에 주력하던 교단이 교회 자금으로 사업을 하는 등 변질되었다며 교단에 문제를 제기하였다. 그러나 권신찬이 자신의 사위인 유병언을 지지하고 이복칠과 그 지지자들에게 평신도복음선교회 내부 세력들이 불이익을 가하는 사태가 벌어지자 1983년 이들은 평신도복음선교회를 탈퇴하고 새로운 교단을 설립하여 '대한예수교침례회'라 명명하였다. 이후 이복칠은 '이요한'으로 개명하고 교단을 이끌며 목회, 국내외 선교 및 저술 활동을 해오고 있다.

## 연혁
- 1983년 2월: 대한예수교침례회 창립(서울, 광주, 대구, 대전, 목포, 부산 등 10여개 교회)
- 1983년 8월: 제1회 하계수양회 개최(안양 만안초등학교, 750명 참석)
- 1984년 1월: 제1회 동계수련회 개최
- 1985년 4월: '생명의빛' 창간
- 1989년 2월: 미국선교 시작(최초의 해외선교)
- 1990년 8월: 제8회 하계수양회 개최(광주농고, 3000명 참석)
- 1994년 12월: 서울중앙교회 안양시(인덕원) 이전 입당
- 1996년 3월: 영생의말씀사 설립
- 1996년 8월: 제14회 하계수영회 개최(광주농고, 8500명 참석)
- 1997년 7월: 제1회 유럽하계수양회 개최
- 1997년 11월: 광주교회 입당
- 1998년 3월: 필리핀선교 시작
- 1999년 8월: 제 17회 하계수양회 개최(서울올림픽공원, 14000명 참석)
- 2000년 1월: 생명의말씀선교회 홈페이지 개설
- 2000년 5월: 아프리카선교 시작
- 2000년 8월: 제18회 하계수양회 개최(갈릴리수양관, 19000명 참석)
- 2001년 1월: 러시아선교 시작
- 2004년 3월: 키르키즈스탄선교 시작 / 스페인 마드리드교회 입당
- 2004년 7월: 몽골선교 시작 / 미국 가주중앙교회 입당
- 2004년 11월: 인도, 파키스탄선교 시작 / 선교회 CI 제정
- 2005년 2월: 필리핀 마닐라중앙교회 입당
- 2005년 3월: 베트남선교 시작
- 2005년 8월: 제23회 하계수양회 개최(갈릴리수양관, 34500명 참석)
- 2006년 4월: 러시아 모스크바교회 입당
- 2006년 9월: 독일 도르트문트교회 입당
- 2007년 1월: '세계선교의 해' 원년 선포 /  멕시코선교 시작
- 2007년 3월: 몽골 울란바토르교회 입당
- 2007년 7월: 미얀마, 네팔선교 시작
- 2008년 1월: 아르헨티나, 브라질, 카메룬, 케냐 등 여러 국가에서 선교 시작
- 2008년 4월: 제1회 동남아 하계수양회 개최 / 네팔 카투만두교회 입당
- 2009년 1월: 첫 권역별 동계수련회 개최 / 생명의말씀선교회 IPTV방송 시작
- 2010년 1월: '세계선교 총동원의 해' 선포
- 2010년 7월: 에콰도르선교 시작
- 2012년 2월: 프랑스 파리교회 입당
- 2012년 3월: 멕시코 이스따빨라빠교회 입당
- 2013년 1월: '세계선교 전심전력의 해' 선포
- 2015년 7월: 제1회 아프리카 하계수양회 개최
- 2016년 1월: 제33회 동계수련회 개최
- 2016년 8월: 제34회 하계수양회 개최(갈릴리수양관, 60000명 참석)

* 출처: 생명의말씀선교회 소개책자

## 교회현황(2025년 기준, 총 1372개 교회)
* 대한민국: 232개 교회, 해외 82개국 1140개 교회    
* 북아메리카 (7개국 96개 교회) 
미국 24개 교회,  캐나다 4개 교회, 멕시코 56개 교회, 쿠바 2개 교회, 코스타리카 7개 교회, 파나마 1개 교회, 도미니카공화국 1개 교회    
* 남아메리카 (9개 국가 536개 교회) 
볼리비아 9개 교회, 베네수엘라 7개 교회, 브라질 5개 교회, 아르헨티나 3개 교회, 에콰도르 60개 교회, 칠레 6개 교회, 콜롬비아 1개 교회, 파라과이 4개 교회, 페루 9개 교회

* 아시아 (18개 국가 595개 교회)
네팔 12개 교회, 대만 1개 교회, 대한민국 232개 교회, 말레이시아 1개 교회, 몽골 38개 교회, 미얀마 14개 교회, 방글라데시 22개 교회, 스리랑카 1개 교회, 싱가폴 1개 교회, 인도 41개 교회, 인도네시아 1개 교회, 일본 13개 교회, 캄보디아 7개 교회, 키르기스스탄 7개 교회, 태국 5개 교회, 파키스탄 22개 교회, 필리핀 109개 교회, 홍콩 1개 교회

* 유럽 (8개 국가 33개 교회)
독일 5개 교회, 스페인 18개 교회, 프랑스 1개 교회, 영국 1개 교회, 이탈리아 1개 교회,  루마니아 2개 교회,  러시아 5개 교회, 터키 1개 교회

* 오세아니아 (1개 국가 4개 교회) 
호주 4개 교회

* 아프리카 (38개 국가 535개 교회)
가나, 가봉, 감비아, 기니, 나이지리아, 남수단, 남아프리카공화국, 니제르, 라이베리아, 레위니옹, 르완다, 마다가스카르, 말라위, 말리, 모로코, 모리셔서, 모리타니, 베냉, 부룬디, 부르키나파소, 세네갈, 세이셀공화국, 스와질랜드, 시에라리온, 에티오피아, 우간다, 잠비아, 적도기니, 중앙아프리카공화국, 짐바브웨, 차드, 카메룬, 케냐, 코트디브아르, 콩고, 콩고민주공화국, 탄자니아, 토고

* 출처: 생명의말씀선교회 소개책자(보안이 필요한 국가는 표시하지 않았습니다.)

## 구원파와의 관계
대한민국 개신교계에서는 교리가 기독교복음침례회와 유사하다는 이유로 구원파의 일파로 간주하고 있으나, 대한예수교침례회 측은 '구원받은 날짜를 알아야 구원이다', '구원 받은 사람은 회개할 필요가 없다'등의 구원파 교리를 가지고 있지 않다고 주장하고 있으며, 권신찬 구원파와 결별한 후 40여년간 독자의 길을 걷고 있다.

## 저명한 신자
- 유진 (1981년)[2]
- 기태영[3]
- 류승룡
- 송옥숙
- 태양 (1988년)
- 민효린